# Carboncino

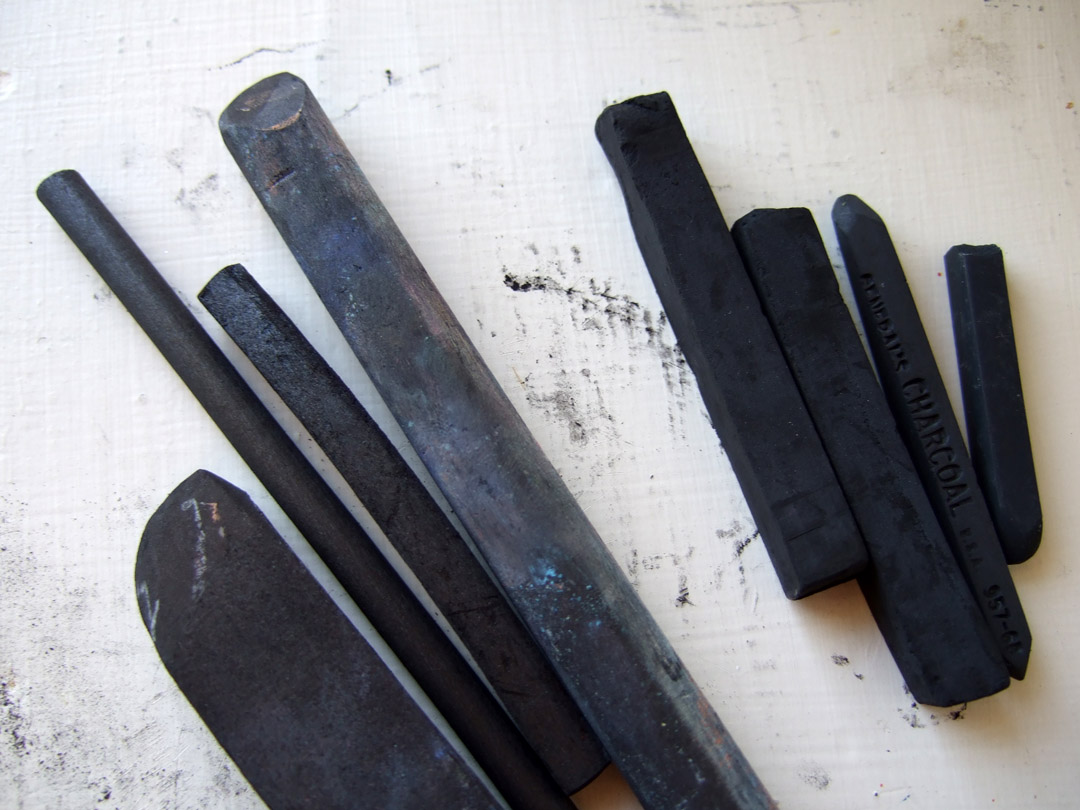
Carboncini di varie misure.

Il carboncino è un materiale molto tenero che si prepara carbonizzando pezzi di legno (essenzialmente fusaggine, ma anche vite, salice ed altri legni). L'uso di questa tecnica era in atto già nella preistoria, come ad esempio nella Grotta di Altamira. Attualmente il carboncino ha varie forme, dalla matita ai gessetti e ai bastoncini.

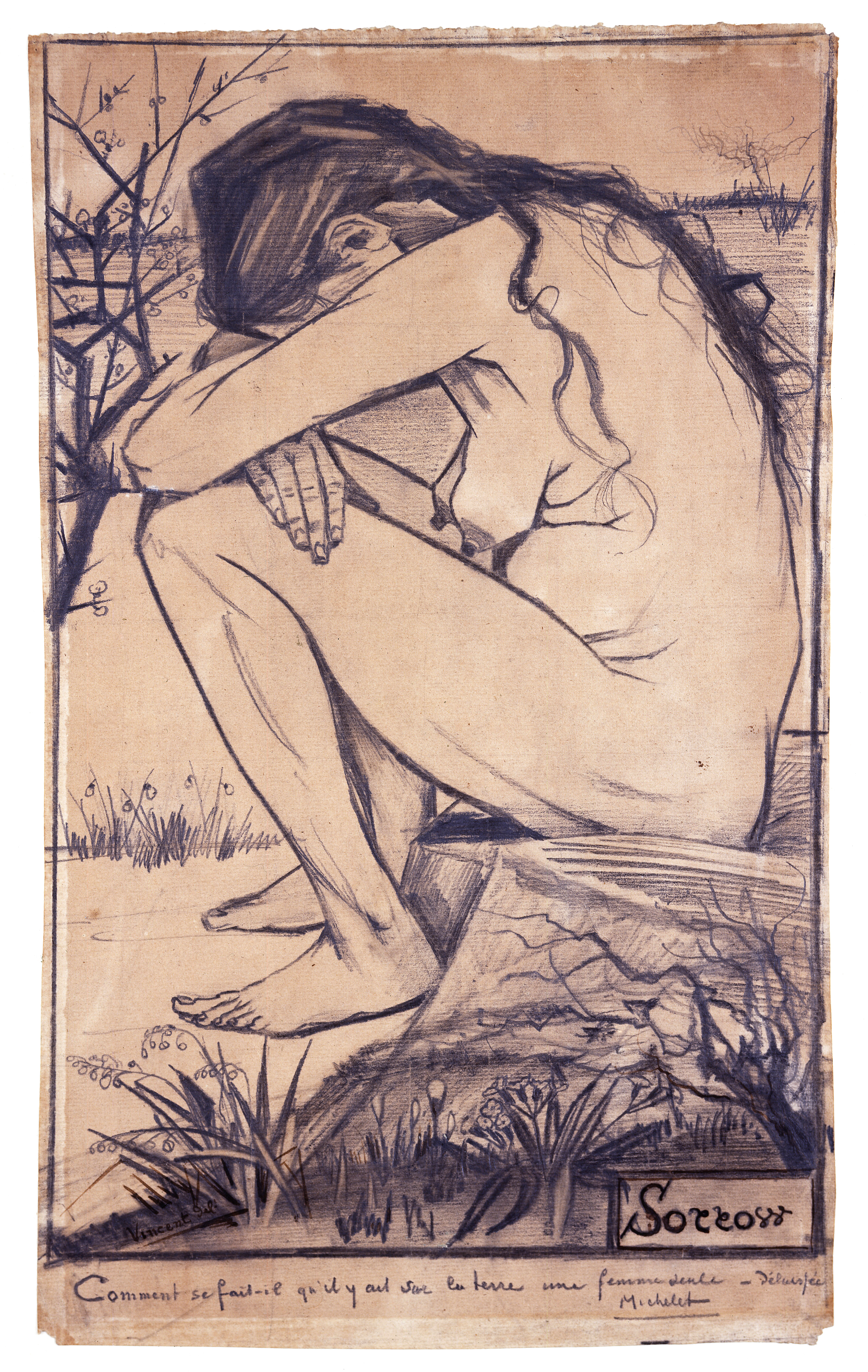
Sorrow, disegno a carboncino di Vincent van Gogh.

## Uso artistico
L'impiego del carboncino è rinvenibile fin dalle prime pitture rupestri, dove ai graffiti realizzati con selce si aggiungevano tracce di strofinamento di tizzoni carbonizzati. Le prime documentazioni storiche risalgono invece alla fine del I millennio dopo Cristo, quando la tecnica dell'affresco si diffuse in Europa, e con essa la pratica di utilizzare in alcuni casi il carboncino per realizzare l'abbozzo, in alternativa alla sinopia. Solo in seguito il carboncino assunse una dignità artistica autonoma, grazie a una materia povera che permetteva comunque di riprodurre una buona varietà di gamme nere e grigie, morbide e sgranate. I lavori eseguiti con questa tecnica necessitano un fissaggio finale; a tale scopo si usano soluzioni acquose di gomma arabica o alcoliche, stese mediante apparecchi a spruzzo, mai a pennello.

## Tipologie di carboncino

### Carboncino naturale
I diversi gradi di durezza del carboncino sono dovuti alla durata complessiva della carbonizzazione. Il carboncino naturale lascia un tratto grigio-nero e si trova in commercio in diversi tagli. Sono usati dagli artisti per disegni di grandi dimensioni e sono preferibili perché non lasciano un tratto sottile che inviterebbe l'artista a dedicarsi prima del dovuto ai particolari. Il carboncino viene anche usato nella tecnica dello spolvero.

### Carboncino compresso
Composto da antracite e colla di farina modellate sotto pressione fino ad ottenere un bastoncino lungo mediamente 12 cm, il carboncino compresso è molto fragile. Lascia un segno nero, molto profondo e regolare, ma a differenza del carboncino naturale non offre una così ampia gamma di sfumature. Esso è usato soprattutto per i disegni grafici, molto tecnici e regolari.

## Galleria d'immagini

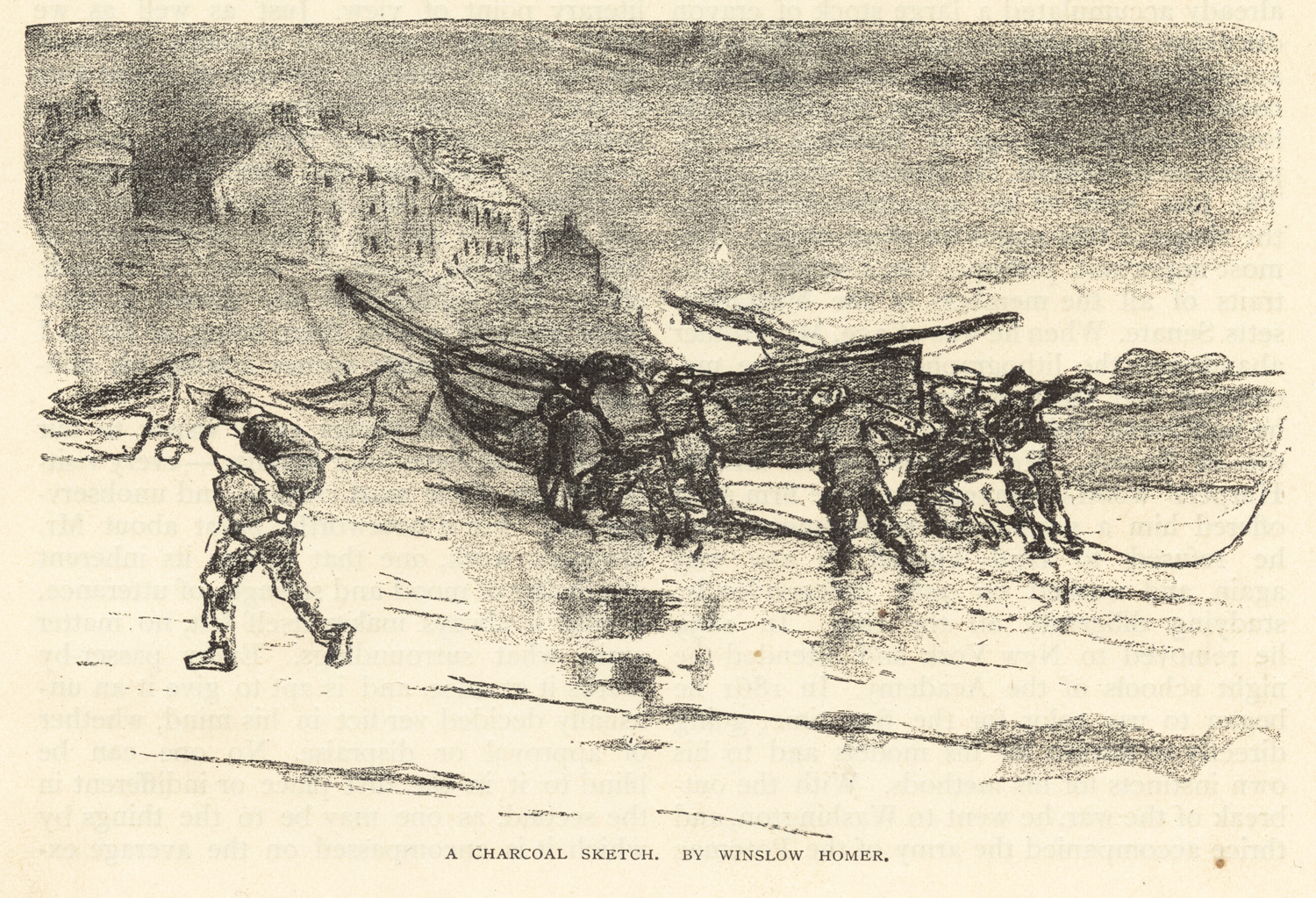
Uno schizzo a carboncino di Winslow Homer, 1883, Boston Public Library
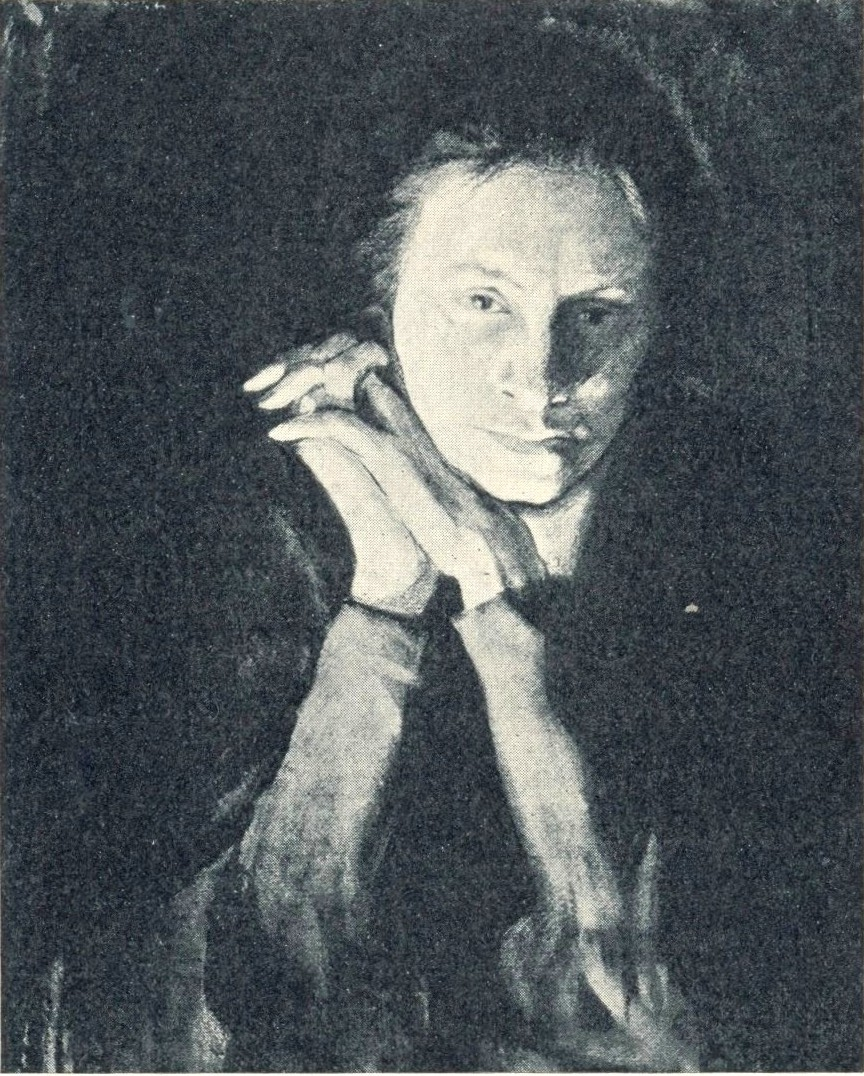
Disegno a carboncino di Henryk Grombecki, pittore polacco, 1883-1933, Ritratto della moglie dell'artista, 1906)
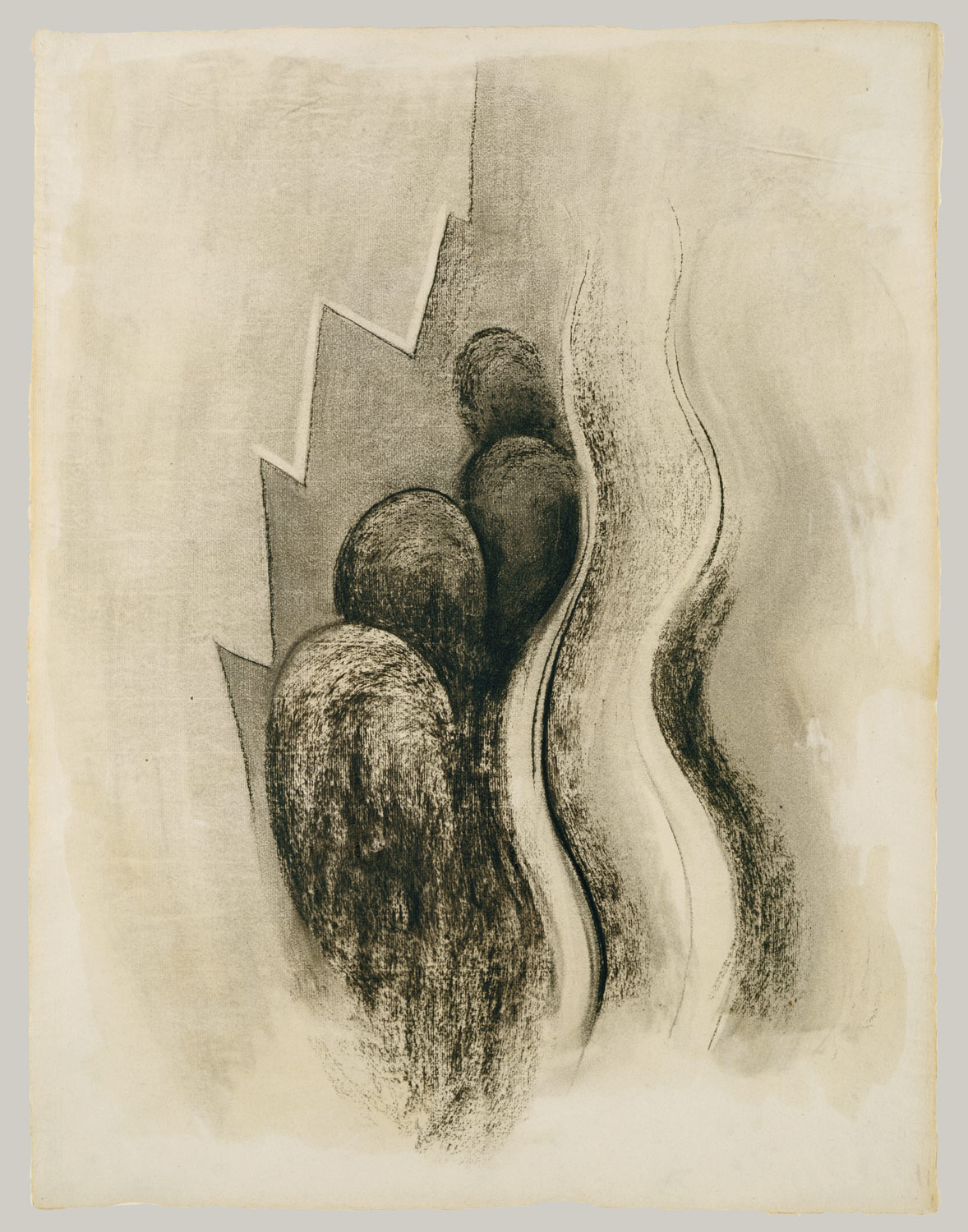
Disegno XIII di Georgia O'Keeffe, 1915, Metropolitan Museum of Art
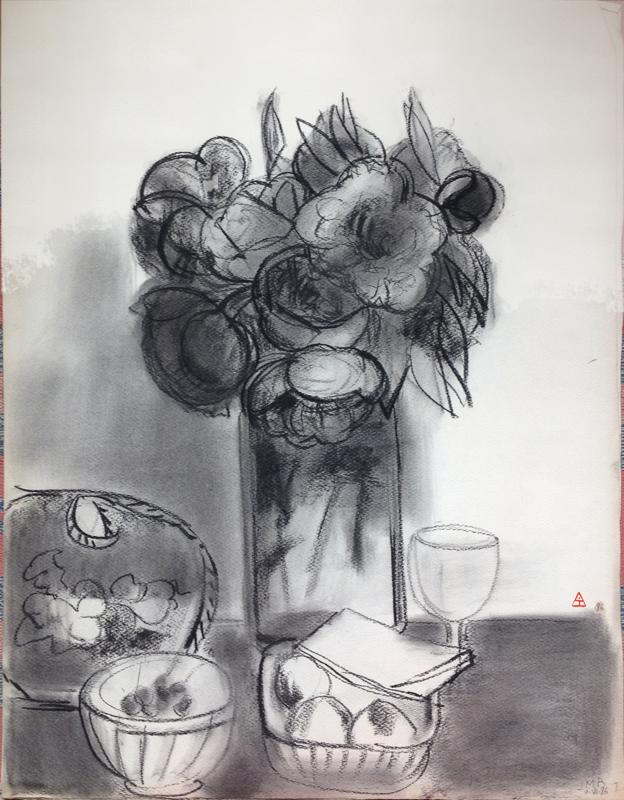
Pivoines di Jean-Max Albert, 1989
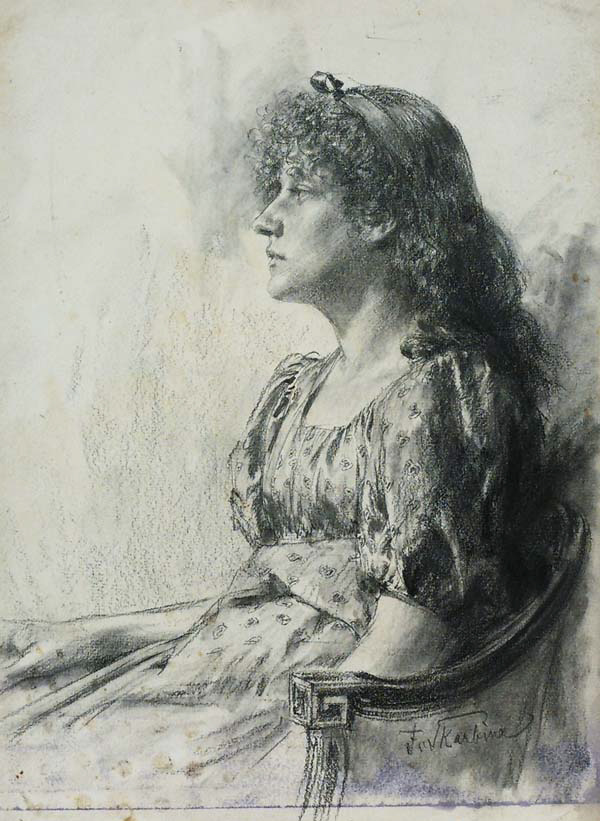
Disegno di una giovane donna di Franz Skarbina, 1910
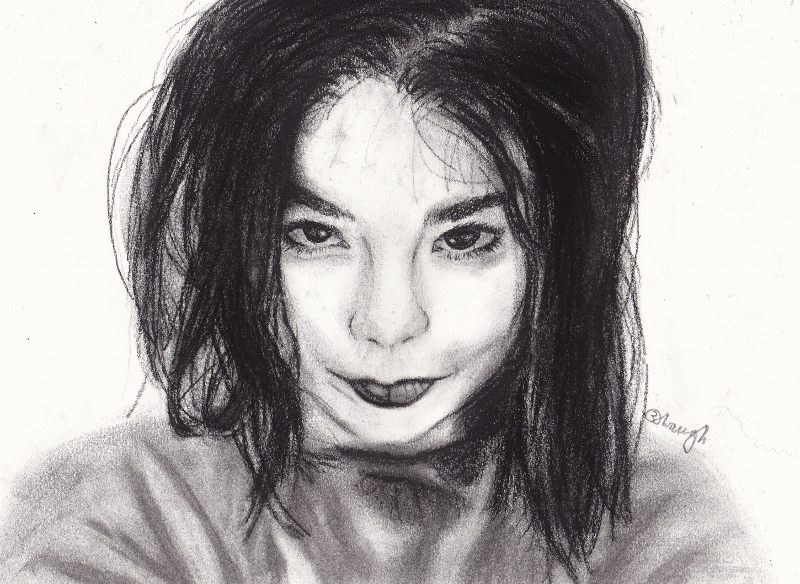
Disegno contemporaneo della cantante Björk fatto a carboncino